# Strehlow (Oberuckersee)
Strehlow ist ein zum Ortsteil Potzlow gehörender Wohnplatz der Gemeinde Oberuckersee im Landkreis Uckermark im Nordosten des Landes Brandenburg. Der Ort war bis zu seiner Eingemeindung nach Potzlow am 1. Januar 1926 eine eigenständige Gemeinde.

## Lage
Strehlow liegt in der Uckermark, zehn Kilometer südlich von Prenzlau. Umliegende Orte sind Zollchow im Norden, Seehausen im Osten, Potzlow im Süden, Pinnow im Südwesten, Sternhagen Gut im Westen sowie Sternhagen im Nordwesten. Strehlow liegt am Möllensee sowie südwestlich des Unteruckersees.
Durch Strehlow führt die Kreisstraße 7320, etwa einen Kilometer südlich im Nachbarort Potzlow liegt die Kreisstraße 7318.

## Geschichte
Strehlow wurde erstmals im Jahr 1317 als strele in einer Urkunde erwähnt, in der der Markgraf von Brandenburg den Brüdern Sack die Dörfer Strehlow und Haßleben überschrieb. Für 1441 ist der Name Stelow belegt. Der Ortsname stammt aus einer slawischen Sprache und bedeutet „Pfeil“, dies weist nach Reinhard E. Fischer metaphorisch auf die Lage Strehlows an einer Gewässermündung hin. Nahe dem Ort mündet der Mühlgraben in die Ucker. 1431 kam das Rittergut Strehlow in den Besitz der ortsansässigen Adelsfamilie zu Arnim.
Am 1. Januar 1926 wurde die Landgemeinde Strehlow nach Potzlow eingemeindet. Bis 1952 lag der Ort im Landkreis Templin, nach der DDR-Kreisreform im gleichen Jahr gehörte Strehlow zum Kreis Prenzlau im Bezirk Neubrandenburg. Seit der Wende sowie der brandenburgischen Kreisreform 1993 gehört der Ort zum Landkreis Uckermark. Potzlow schloss sich am 31. Dezember 2001 der Gemeinde Oberuckersee an.

## Sehenswürdigkeiten

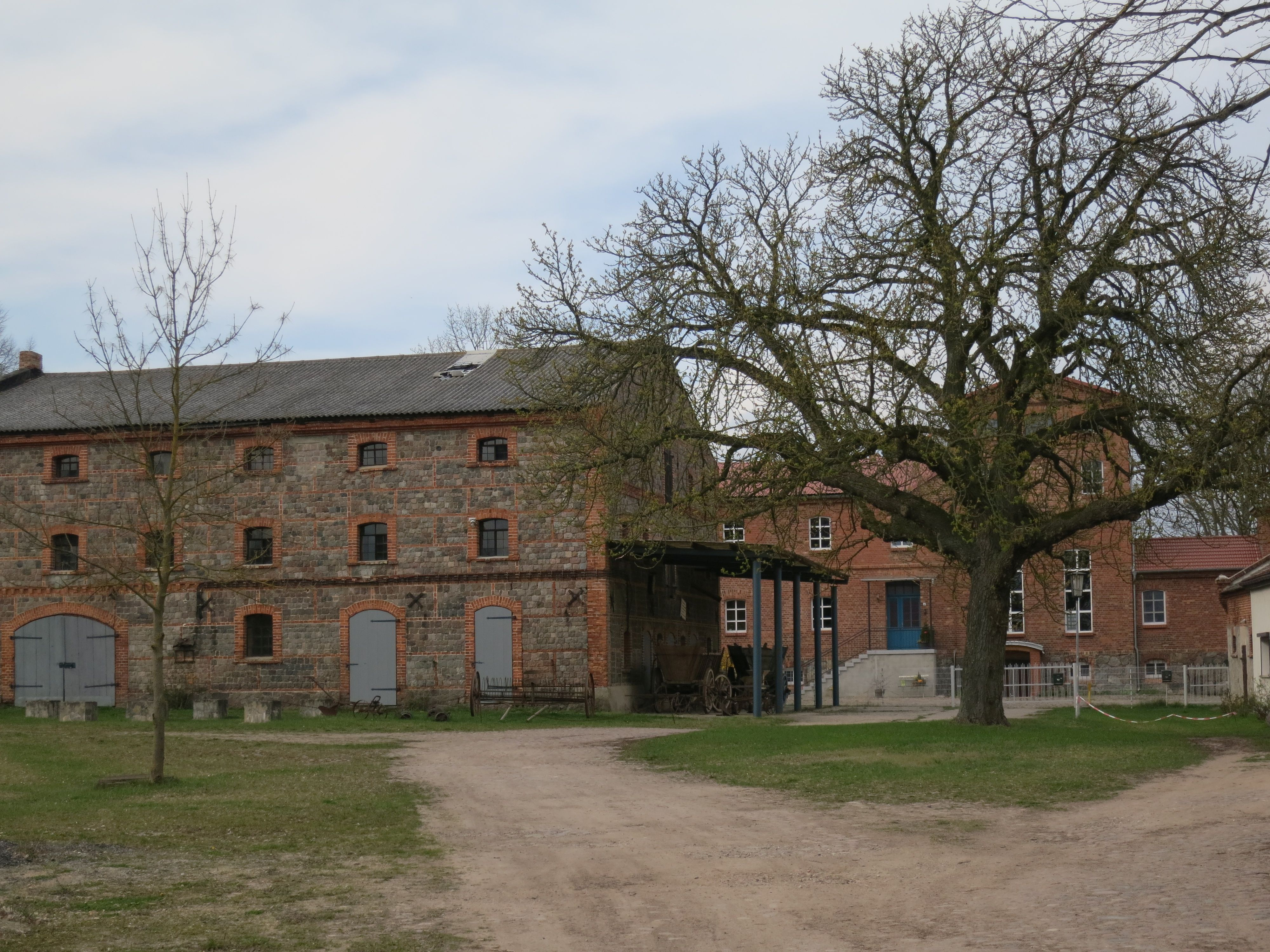
Gutshof Strehlow

- Die evangelische Dorfkirche von Strehlow wurde im 13. Jahrhundert als Feldsteinkirche errichtet. Der Turmaufsatz stammt aus dem Jahr 1747. 1945 brannte die Kirche ab, lediglich die Umfassungsmauern und das Sakristeigewölbe blieben erhalten. Erst 2005 wurde mit dem Wiederaufbau der Kirche begonnen.[4]
- Der Gutshof Strehlow wurde ab Anfang des 18. Jahrhunderts erbaut. Das Gutshaus ist ein zweigeschossiger Fachwerkbau mit Walmdach. Anfang des 19. Jahrhunderts wurde ein kleiner Gutspark angelegt. Zu dem Gutshof gehört auch eine Ziegelscheune aus dem Jahr 1871, die unter Denkmalschutz steht.[5]

## Tourismus und Freizeit
Strehlow ist Teil der Region Uckermärkische Seen, der Radfernweg Berlin–Usedom führt durch das Dorf. In Strehlow befindet sich der Sportplatz des örtlichen Fußballvereins Potzlower SV 49.